# HMAS Parramatta (1939)
HMAS „Parramatta” (U44) – australijski slup wojenny (eskortowiec) zmodyfikowanego typu Grimsby z okresu II wojny światowej, służący w marynarce wojennej Australii w latach 1940–1941. Służył głównie na Morzu Śródziemnym, gdzie został zatopiony przez okręt podwodny 27 listopada 1941.

## Historia
"Parramatta" należał do serii czterech slupów - uniwersalnych okrętów eskortowych, zbudowanych w Australii, należących do zmodyfikowanego  brytyjskiego typu Grimsby (nieco powiększonego), określanej też jako typ Yarra. Stępkę pod budowę okrętu położono w stoczni Cockatoo Island Dockyard w Sydney 9 listopada 1938, kadłub wodowano 10 czerwca 1939. Był on drugim okrętem australijskim o tej nazwie, pochodzącej od rzeki Parramatta. Wszedł do służby 8 kwietnia 1940.

## Służba
Po wejściu do służby krótko służył w roli trałowca w składzie 20. Flotylli Trałowej na wodach Australii. 

### Bliski Wschód 1940-1941
29 czerwca 1940 "Parramatta" został wysłany w skład brytyjskich sił na Morzu Czerwonym, gdzie dotarł w lipcu i następnie patrolował i eskortował konwoje. Nie dochodziło do epizodów bojowych, poza nieskutecznymi atakami włoskiego lotnictwa. W kwietniu 1941 wziął udział w kampanii przeciwko włoskim siłom w Erytrei. Odholował stamtąd krążownik HMS "Capetown" do Port Sudan, po jego storpedowaniu przez włoski kuter torpedowy 7/8 kwietnia.

### Morze Śródziemne 1941
W maju 1941 okręt przebazowano do brytyjskiej Floty Śródziemnomorskiej i od czerwca stacjonował w Aleksandrii. 22 czerwca wyruszył wraz ze slupem HMS "Auckland" w osłonie zbiornikowca z benzyną "Pass of Balmaha" do oblężonego Tobruku. Konwój padł 24 czerwca ofiarą intensywnych ataków lotniczych, które zatopiły "Auckland". "Parramatta" odniósł tylko powierzchowne uszkodzenia i w osłonie niszczycieli "Waterhen" i "Vendetta" uratował 164 rozbitków. Przy odpieraniu kolejnych ataków po godz. 19 zestrzelił dwa bombowce nurkujące Ju 87. 27 czerwca okręt był pod Mersa Matruh atakowany nieskutecznie torpedą okrętu podwodnego, która przeszła pod dnem. 30 czerwca doprowadził "Pass of Balmaha" z powrotem z Tobruku do Aleksandrii. Następnie do 18 lipca był remontowany, a w drugiej połowie miesiąca osłaniał transporty wojska wzmacniające garnizon na Cyprze.
We wrześniu okręt ubezpieczał ruch w strefie Kanału Sueskiego, bazując w Atace, a w październiku prowadził pomiary hydrograficzne w Zatoce Sueskiej. 
Po powrocie do Aleksandrii, między 18 a 23 listopada 1941 wraz z "Yarra" eskortował konwój do Tobruku i z powrotem, walcząc z lotnictwem. Ponownie wyruszył tam 25 listopada z niszczycielem eskortowym HMS „Avon Vale” (typu Hunt), osłaniając statek z amunicją "Hanne". 27 listopada, około 0.45, "Parramatta" został storpedowany koło wybrzeży Libii przez U-Boota U-559 jedną torpedą, która prawdopodobnie wywołała wybuch amunicji, po czym szybko zatonął. Zginęło 138 członków załogi, w tym wszyscy oficerowie, 21 zostało uratowanych przez "Avon Vale", a 3 dopłynęło do brzegu libijskiego.

## Uzbrojenie
- 3 działa uniwersalne 102 mm Mk V na odkrytych stanowiskach (3xI)
- 4 karabiny maszynowe Vickers 12,7 mm plot (1xIV)
- 2 miotacze i zrzutnia bomb głębinowych, 15 bomb (później zwiększone do 40 bomb)
- trał